# Aridane Hernández
Aridane Hernández Umpiérrez, né le 23 mars 1989 à Tuineje (Espagne), est un footballeur espagnol évoluant au poste de défenseur central au Rayo Vallecano.

## Palmarès
CA Osasuna
- Segunda División
  - 2019